# Aeroportul Chachoan
Aeroportul Chachoan (IATA: ATF, ICAO: SEAM) este un aeroport din Ecuador ce deservește zona Ambato.
Situat la o altitudine de 2.591 m, aeroportul dispune de o singură pistă.